# UFC on FX: Browne vs. Bigfoot
UFC on FX: Browne vs. Bigfoot è stato un evento di arti marziali miste organizzato dalla Ultimate Fighting Championship e tenutosi il 5 ottobre 2012 al Target Center di Minneapolis, Stati Uniti.

## Retroscena
L'evento doveva tenersi il 7 settembre 2012 al Bankers Life Fieldhouse di Indianapolis.
Gli incontri Ellenberger-Hieron, Castillo-Johnson, Roller-Volkmann e Hallman-Tavares erano inizialmente parte dell'evento UFC 151 del 1º settembre 2012, poi cancellato; l'incontro tra Hallman e Tavares venne successivamente cancellato definitivamente perché il primo dei due lottatori andò ben sopra il limite di peso della propria categoria.
Jake Ellenberger avrebbe dovuto affrontare Josh Koscheck, ma quest'ultimo diede forfait per infortunio e venne sostituito da Jay Hieron.
Darren Uyenoyama avrebbe dovuto vedersela con Louis Gaudinot, ma quest'ultimo risultò acciaccato e venne rimpiazzato con il debuttante Phil Harris.
Rob Broughton e Matt Mitrione avrebbero dovuto affrontarsi in questa card, ma un infortunio capitato a Broughton causò l'annullamento del match.
L'incontro tra Jeremy Stephens e Yves Edwards venne annullato la sera stessa a causa dell'arresto di Stephens da parte della polizia del Minnesota.

## Risultati

### Card preliminare
- Incontro categoria Pesi Mosca:  Darren Uyenoyama contro  Phil Harris

Uyenoyama sconfigge Harris per sottomissione (strangolamento da dietro) a 3:38 del secondo round.
- Incontro categoria Pesi Piuma:  Bart Palaszewski contro  Diego Nunes

Nunes sconfigge Palaszewski per decisione unanime (30-27, 29-28, 30-27).
- Incontro categoria Pesi Leggeri:  Jacob Volkmann contro  Shane Roller

Volkmann sconfigge Roller per sottomissione (strangolamento da dietro) a 2:38 del primo round.
- Incontro categoria Pesi Leggeri:  Marcus LeVesseur contro  Carlo Prater

LeVesseur sconfigge Prater per decisione divisa (28-29, 29-28, 29-28).
- Incontro categoria Pesi Welter:  Aaron Simpson contro  Mike Pierce

Pierce sconfigge Simpson per KO (pugni) a 0:29 del secondo round.
- Incontro categoria Pesi Leggeri:  Michael Johnson contro  Danny Castillo

Johnson sconfigge Castillo per KO Tecnico (pugni) a 1:06 del secondo round.

### Card principale
- Incontro categoria Pesi Welter:  Josh Neer contro  Justin Edwards

Edwards sconfigge Neer per sottomissione (strangolamento a ghigliottina) a 0:45 del primo round.
- Incontro categoria Pesi Mosca:  John Dodson contro  Jussier Formiga

Dodson sconfigge Formiga per KO Tecnico (pugni) a 4:35 del secondo round.
- Incontro categoria Pesi Welter:  Jake Ellenberger contro  Jay Hieron

Ellenberger sconfigge Hieron per decisione unanime (29-28, 29-28, 29-28).
- Incontro categoria Pesi Massimi:  Travis Browne contro  Antônio Silva

Silva sconfigge Browne per KO Tecnico (pugni) a 3:27 del primo round.

## Premi
I seguenti lottatori sono stati premiati con un bonus di 40.000 dollari:
- Fight of the Night:  Bart Palaszewski contro  Diego Nunes
- Knockout of the Night:  Michael Johnson
- Submission of the Night:  Justin Edwards